# António Marinho e Pinto
António de Sousa Marinho e Pinto (Amarante, Vila Chã do Marão, 10 de Setembro de 1950) é um advogado e político português, Bastonário da Ordem dos Advogados de 2008 a 2013 e presidente da União dos Advogados de Língua Portuguesa de 2002 a 2003, eleito eurodeputado pelo MPT em 2014. É conhecido pela controvérsia do seu discurso.

## Biografia
Filho dum alfaiate e duma costureira, com apenas seis meses, emigrou para o Brasil com os pais. Viveu na cidade de Niterói, estado do Rio de Janeiro, até aos 14 anos, altura em que regressa a Portugal com a mãe. O seu pai, Salazarista convicto, ficou no Brasil até morrer. Aos 20 anos, Marinho e Pinto é detido pela PIDE, enquanto estudante de Direito, na Faculdade de Direito da Universidade de Coimbra, por participação no MDE, Movimento Democrático Estudantil. No Brasil, o pai recebe a notícia da prisão do filho e escreve-lhe uma carta reprimindo-o severamente pelas suas ideias democráticas. Marinho e Pinto, da prisão de Caxias, responde ao pai igualmente por carta, tecendo grossas acusações ao regime ditatorial que se vivia em Portugal. Esta troca de acusações faz com que Marinho Pinto e o pai cortassem relações e qualquer tipo de contacto durante mais de 15 anos. Só em 1987 é que Marinho Pinto decide reatar contacto com o pai, escrevendo-lhe nova carta e, deslocando-se a Niterói para o visitar.
Licenciado em Direito, iniciou a sua carreira como jornalista, tendo exercido funções de direcção na ANOP - Agência Noticiosa Portuguesa, entre 1979 e 1986, e depois na Lusa, entre 1984 e 1987. Foi assessor do Governo de Macau, entre 1987 e 1988, e voltou ao jornalismo, como redactor do Expresso, entre 1989 a 2006. Foi assistente convidado do Instituto Politécnico de Coimbra, entre 1994 e 1995, e na Universidade de Aveiro, até 2002, coordenou a Pós-Graduação em Jornalismo Judiciário da Universidade Lusófona, em 2001, e foi professor auxiliar convidado na Faculdade de Letras da Universidade de Coimbra, de 2005 a 2008. Marinho e Pinto nunca divulgou  os anos que esteve efectivamente inscrito na licenciatura em Direito nem o tempo lectivo que demorou a conclui-la. Desconhecida é também a média final obtida.
Activista contra a ditadura, foi membro do MDE — Movimento Democrático Estudantil, acabando preso pela PIDE, em Fevereiro de 1971. Em 1973 foi membro executivo da Comissão Pró-Reabertura da Associação Académica de Coimbra, aderindo por essa altura à Juventude Comunista Portuguesa. Depois do 25 de Abril de 1974, seria designado membro da Comissão Nacional para a Liberdade de Informação, em 1978, e eleito para a Direcção do Sindicato dos Jornalistas, em 1986. Na Ordem dos Advogados foi membro do Conselho Geral e presidente da Comissão de Direitos Humanos, entre 2002 e 2003. Em 2007 seria eleito o 24.º Bastonário da Ordem, tomando posse em 2008, sendo reeleito em 2010, tomando posse em 2011. Nesse ano foi director convidado a 15 de Março da edição de aniversário do Diário As Beiras, que se edita em Coimbra. Proferiu várias conferências, assinou artigos no Expresso, no Boletim da Ordem dos Advogados, no Diário de Coimbra e publicou os livros As faces da Justiça, em 2003, Dura Lex - retratos da Justiça portuguesa, em 2007, e Um combate desigual, em 2010.
Em 2014 foi eleito como eurodeputado, pelo MPT - Partido da Terra, obtendo o melhor resultado de sempre do MPT. Logo após tomar posse anunciou a intenção de abandonar o cargo, justificando: “Verifiquei uma coisa que não sabia antes: o Parlamento Europeu não tem utilidade. É um faz-de-conta. Não manda nada, apesar de todas as ilusões, todas as proclamações, que são mentiras”. No entanto manteve o lugar de eurodeputado, assim como o salário (em volta de € 7 000,00 mensais) e as regalias, e votou na obstrução da liberdade da internet, tendo o Movimento Partido da Terra pedido a perda de mandato.
Em Setembro de 2014, Marinho e Pinto anunciou a ruptura com o Partido da Terra - MPT, do qual nunca foi militante, e revelou pretender criar um novo partido em 2014. O mesmo, intitulado PDR (Partido Democrático Republicano), foi apresentado a 5 de outubro em Coimbra.
O Tribunal Constitucional deu luz verde ao Partido Democrático Republicano, que passou a ter existência legal em 12 de fevereiro de 2015. O primeiro teste político do partido foi nas eleições legislativas de 2015, às quais Marinho Pinto concorreu pelo círculo de Coimbra. Não conseguiu eleger nenhum deputado tendo o partido obtido 60 912 votos, que correspondem a 1,13%.
A 3 de Dezembro de 2019 decidiu retirar-se da vida política activa e, consequentemente, da Presidência do PDR, alegando nunca ter tido ilusões sobre ser possível mudar algo no país.

## Resultados Eleitorais

### Eleições legislativas
| Data | Partido | Partido | Circulo eleitoral | Posição    | Cl.   | Votos         | %             | +/-        | Status     | Notas                                         | Refs.  |
| ---- | ------- | ------- | ----------------- | ---------- | ----- | ------------- | ------------- | ---------- | ---------- | --------------------------------------------- | ------ |
| 2015 |         | PDR     | Coimbra           | 1.º (em 9) | 5.º   | 3 615         | 1,61 / 100,00 |            | Não eleito | Presidente do Partido Democrático Republicano | [ 12 ] |
| 2019 | Porto   | PDR     | 1.º (em 40)       | 17.º       | 1 446 | 0,15 / 100,00 |               | Não eleito | [ 13 ]     | Presidente do Partido Democrático Republicano |        |

### Eleições Europeias
| Data | Partido | Partido | Posição     | Cl.  | Votos   | %             | +/- | Status     | Notas                               | Refs.  |
| ---- | ------- | ------- | ----------- | ---- | ------- | ------------- | --- | ---------- | ----------------------------------- | ------ |
| 2014 |         | MPT     | 1.º (em 21) | 4.º  | 234 603 | 7,14 / 100,00 |     | Eleito     | Deixou o MPT em 2014 e criou o PDR. | [ 14 ] |
| 2019 |         | PDR     | 1.º (em 21) | 14.º | 15 790  | 0,48 / 100,00 |     | Não eleito |                                     | [ 15 ] |